# AiB Verlag
Die Arbeitsrecht im Betrieb Verlagsgesellschaft mbH – kurz AiB-Verlag genannt – war in Frankfurt am Main ansässig und verlegte überwiegend arbeits- und sozialrechtliche Fachzeitschriften für Betriebs- und Personalräte.

## Geschichte
Der Verlag war eine Tochtergesellschaft des Frankfurter Bund-Verlages. Er war 1996 aus dem Verlag ausgegliedert worden, um das Geschäftsfeld Zeitschriften zusammenzufassen. Im Jahr 2008 wurde die Gesellschaft wieder in den Bund-Verlag eingegliedert.

## Vertrieb
Die namensgebende Zeitschrift Arbeitsrecht im Betrieb war seinerzeit mit einer Auflage von rund 23.000 Exemplaren im Monat nach Angaben des Verlags die auflagenstärkste Fachzeitschrift für Betriebsräte in Deutschland.
Neben den Betriebs- und Personalräten wendeten sich die Digital- und Printmedien des Verlages an alle Personengruppen, die mit der betrieblichen Vertretung von Arbeitnehmern befasst sind: Frauen- und Gleichstellungsbeauftragte sowie Mitglieder der Jugend- und Auszubildendenvertretung, Schwerbehindertenvertreter, Gewerkschaftsmitglieder und Rechtsanwälte. Für Betriebs- und Personalräte veranstaltete der Verlag jährlich ca. 200 Seminare zu verschiedenen Themen der betrieblichen Interessenvertretung.

## Publikationen (Auswahl)
Im Verlag erschienen Bücher, Fachzeitschriften und Newsletter:
- Arbeitsrecht im Betrieb (AiB)
- Der Personalrat (PersR)
- Computer und Arbeit (CuA)
- Soziale Sicherheit (SozSich)
- Arbeit und Recht (AuR)
- gute Arbeit
- Teilhabepraxis
- jetzt!

Einige der Zeitschriften haben bzw. hatten eigene Internetauftritte.